# Merolonche
Merolonche es un género  de lepidópteros perteneciente a la familia Noctuidae.

## Especies
- Merolonche atlinensis Barnes & Benjamin, 1927
- Merolonche dolli Barnes & McDunnough, 1918
- Merolonche lupini Grote, 1873
- Merolonche spinea Grote, 1876
- Merolonche ursina J.B. Smith, 1898